# حدوة الحصان الصغيرة
حدوة الحصان الصغيرة (باللاتينية: Hippocrepis minor) نوع نباتي يتبع جنس حدوة الحصان من الفصيلة البقولية.

## الموئل والانتشار
ينتشر هذا النوع في المغرب العربي.